# Juumajärvi (sjö i Kuusamo, Norra Österbotten)
Juumajärvi är en sjö vid finsk-ryska gränsen. Den finländska delen ligger i kommunen Kuusamo i landskapet Norra Österbotten i Finland. Sjön ligger 266,3 meter över havet. Arean är 1,02 kvadratkilometer och strandlinjen är 6,93 kilometer lång. Sjön  ingår i Koundaälvens huvudavrinningsområde.   Den ligger omkring 240 kilometer nordöst om Uleåborg och omkring 710 kilometer norr om Helsingfors. 